# FK Avei Agstafa
El FK Avei Agstafa fue un equipo de fútbol de Azerbaiyán que jugó en la Liga Premier de Azerbaiyán, la primera categoría nacional.

## Historia
Fue fundado en el año 1989 en la ciudad de Agstafa como equipo en la Segunda División de la Unión Soviética en 1991. Fue uno de los equipos fundadores de la Liga Premier de Azerbaiyán en 1992, donde terminó en el lugar 13. Al año siguiente desciende de categoría luego de terminar en el lugar 17 y alcanzar los octavos de final de la Copa de Azerbaiyán.
El club desaparecería en 1994 cuando jugaba en la Primera División de Azerbaiyán.

## Temporadas
| Temporada | Liga | Liga | Liga | Liga | Liga | Liga | Liga | Liga | Liga | Copa       | Goleador                     | Goleador |
| Temporada | Div. | Pos. | J    | G    | E    | P    | GF   | GC   | PTS  | Copa       | Nombre                       | Goles    |
| --------- | ---- | ---- | ---- | ---- | ---- | ---- | ---- | ---- | ---- | ---------- | ---------------------------- | -------- |
| 1992      | 1    | 13   | 38   | 20   | 2    | 16   | 49   | 54   | 42   | -          | Məqsəd Yaqubəliyev           | 10       |
| 1993      | 1    | 17   | 18   | 3    | 5    | 10   | 11   | 26   | 11   | 1/8 final  | Anar Mehdiyev Şakir Məmmədov | 3        |
| 1993-94   | 2    | 8    | 18   | 4    | 2    | 12   | 26   | 49   | 10   | 1/32 final |                              |          |